# Cornelia Groot
Cornelia Nycke Groot (ur. 4 maja 1988 w Alkmaarze), holenderska piłkarka ręczna, reprezentantka kraju, grająca na pozycji środkowej rozgrywającej. Obecnie występuje w węgierskim Győri ETO KC.
Słynie z dużej ilości asyst jakie zalicza w meczach, jej firmowym zagraniem jest podanie „no-look pass“.

## Sukcesy reprezentacyjne
- Mistrzostwa Świata:
  -  2015
  -  2017
- Mistrzostwa Europy:
  -  2016
  -  2018

## Sukcesy klubowe
- Liga Mistrzyń:
  -  2016-2017, 2017-2018 (Győri ETO KC)
  -  2015-2016 (Győri ETO KC)
- Puchar EHF:
  -  2010-2011 (Team Tvis Holstebro)
- Puchar Zdobywców Pucharów:
  -  2014-2015 (Herning-Ikast Håndbold)
- Mistrzostwa Danii:
  -  2012-2013, 2014-2015 (Herning-Ikast Håndbold)
  -  2013-2014 (Herning-Ikast Håndbold)
  -  2011-2012 (Herning-Ikast Håndbold)
- Puchar Danii:
  -  2012, 2014 (Herning-Ikast Håndbold)
- Mistrzostwa Węgier:
  -  2015-2016, 2016-2017, 2017-2018 (Győri ETO KC)
- Puchar Węgier:
  -  2015-2016, 2017-2018 (Győri ETO KC)

## Nagrody indywidualne
- 2016 - najlepsza środkowa rozgrywająca Ligi Mistrzyń
- 2016 - najlepsza środkowa rozgrywająca Mistrzostw Europy (Szwecja)
- 2016 - MVP Mistrzostw Europy (Szwecja)
- 2017 - najlepsza środkowa rozgrywająca Ligi Mistrzyń
- 2017 - MVP Ligi Mistrzyń